# ماهواره جوی

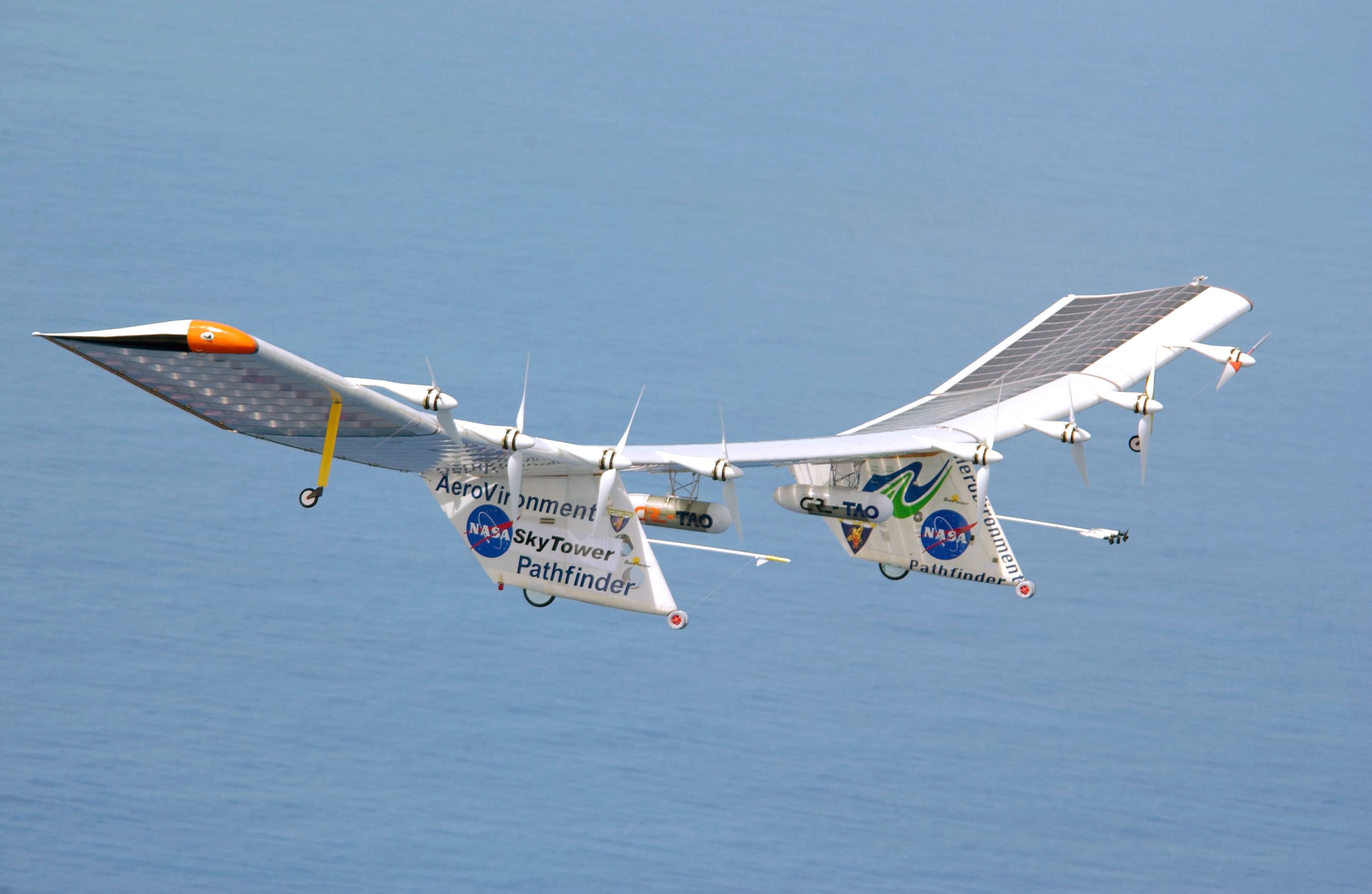
رهیاب ناسا

ماهواره جوی یا شبه ماهواره (استفاده بریتانیایی) یک اصطلاح بازاریابی برای هواپیمایی است که برای مدت طولانی در جو در ارتفاعات بالا کار می‌کند تا خدماتی را که به‌طور متعارف توسط یک ماهواره مصنوعی در حال چرخش در فضا ارائه می‌شود ارائه دهد.
ماهواره جوی از طریق بالابری اتمسفر بالا باقی می‌ماند، یا رانش (به عنوان مثال، بالن) یا آیرودینامیکی (به عنوان مثال، هواپیما). در مقابل، ماهواره‌های معمولی در مدار زمین در خلاء فضا عمل می‌کنند و از طریق نیروی گریز از مرکز ناشی از سرعت مداری آنها در پرواز باقی می‌مانند.
تا به امروز، تمام اتمسات‌ها وسایل نقلیه هوایی بدون سرنشین (پهپاد) بوده‌اند.

## اصول طراحی
یک اتمسات از طریق بالابر اتمسفر به سمت بالا باقی می‌ماند، برخلاف ماهواره ای که در مدار زمین است که آزادانه با سرعت بالا در خلاء فضا حرکت می‌کند و به دلیل نیروی گریز از مرکز خود که با نیروی گرانش مطابقت دارد در مدار می‌چرخد. ساخت و پرتاب ماهواره‌ها گران است و هرگونه تغییر در مدار آنها مستلزم صرف سوخت بسیار محدود آنهاست. ماهواره‌های جوی بسیار آهسته پرواز می‌کنند. آنها قصد دارند خدمات مختلف خود را با صرفه اقتصادی و تطبیق پذیری بیشتر نسبت به ماهواره‌های کنونی در مدار پایین زمین ارائه دهند.
انتظار می‌رود ارتفاعات عملیاتی در تروپوپوز ( تقریباً ۶۵۰۰۰ فوت) باشد، جایی که بادها معمولاً کمتر از ۵ گره هستند و ابرها جلوی نور خورشید را نمی‌گیرند. در ایالات متحده مطلوب است که در ارتفاعات بالای ۶۰۰۰۰ پا عمل کند، که بالاتر از آن اداره هوانوردی فدرال حریم هوایی را تنظیم نمی‌کند.
دو کلاس از اتمسات وجود دارد، به ترتیب بالابری خود را از طریق یا نیروهای هوازی (به عنوان مثال، بالن) یا آیرودینامیکی (به عنوان مثال، هواپیما) به دست می‌آورند. طراحی‌های ناسا و تیتان هوافضا برای اینکه برای مدت‌های طولانی در آسمان باقی بمانند، برخلاف پروژه لون گوگل که استفاده از بالن‌های پر از هلیوم در ارتفاع بالا را در نظر می‌گیرد، از هواپیماهای برقی ملخ‌دار با انرژی سلول‌های خورشیدی استفاده می‌کنند.

### هواپیماها

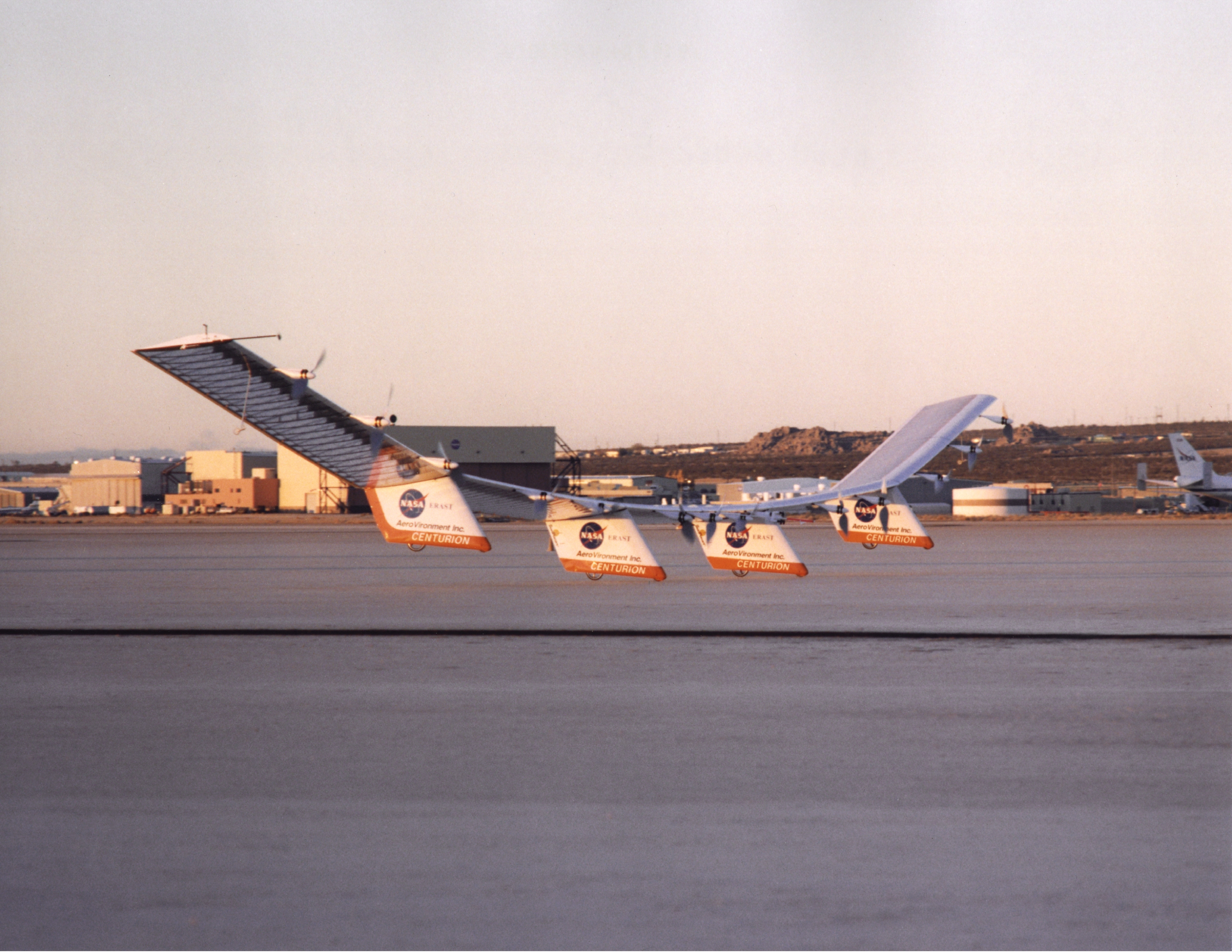
سانتوریون ناسا

برای فعال کردن عملکرد در شب و اطمینان از استقامت در چرخه‌های متوالی ۲۴ ساعته روز/شب، در ساعات روشنایی روز، پنل‌های خورشیدی باتری‌ها یا سلول‌های سوختی را شارژ می‌کنند که متعاقباً در ساعات تاریکی، تغذیه می‌کنند. یک ماهواره جوی ممکن است در ابتدا در شب با انرژی باتری بالا برود و کمی بعد از سپیده دم به ارتفاع برسد تا پانل‌های خورشیدی بتوانند از نور خورشید یک روز کامل استفاده کنند.
سیستم آکیلا مبتنی بر پهپاد فیس بوک انتظار دارد از فناوری ارتباط لیزری برای ارائه ارتباط اینترنتی بین پهپادها و همچنین بین پهپادها و ایستگاه‌های زمینی استفاده کند که به نوبه خود به مناطق روستایی متصل می‌شوند. پهپاد Aquila یک بال پرنده فیبر کربنی با انرژی خورشیدی است که به اندازه یک جت مسافربری طراحی شده‌است. اولین پرواز آزمایشی آکیلا در ۲۸ ژوئن ۲۰۱۶ انجام شد. این هواپیما به مدت نود دقیقه پرواز کرد و به حداکثر ارتفاع ۲۱۵۰ فوتی رسید، و زمانی که یک بخش ۲۰ فوتی از بال سمت راست در حین نزدیک شدن نهایی به فرود شکسته شد، به شدت آسیب دید. Aquila توسط شرکت بریتانیایی آسنتا طراحی و تولید شده‌است.
هوافضای لومیناتی ادعا می‌کند که هواپیمای خورشیدی Substrata آن می‌تواند به‌طور نامحدود تا عرض جغرافیایی ۵۰ درجه از طریق شکل‌گیری پرواز مانند غازهای مهاجر، در ارتفاع باقی بماند و تا ۷۹ درصد از توان مورد نیاز برای هواپیمای عقب‌نشین کاسته شود و به بدنه‌های کوچک‌تر هواپیما اجازه دهد.

### بالن‌ها

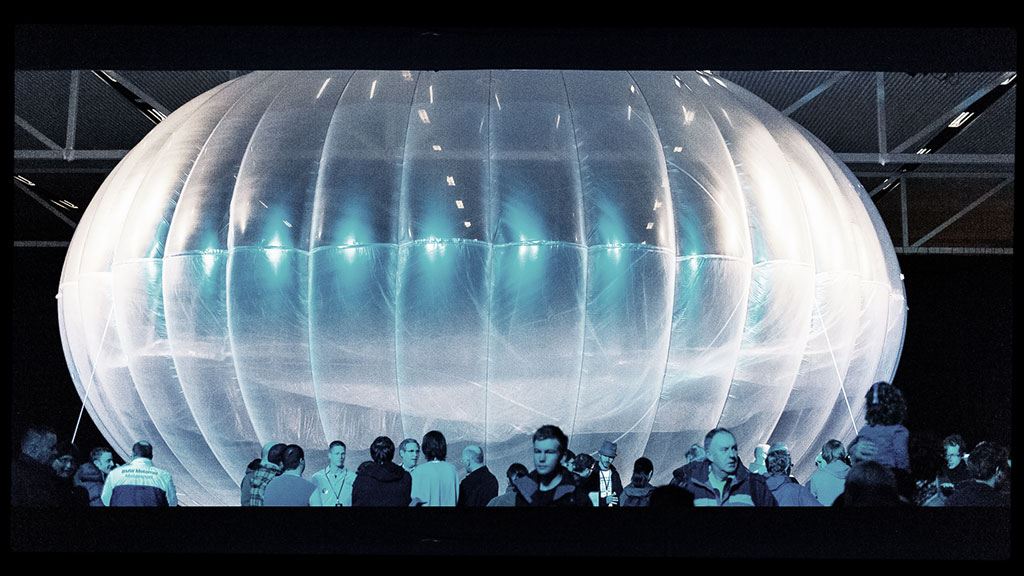
یک بالون Google Project Loon

یک ماهواره بالون زمین ثابت (GBS) در استراتوسفر (۶۰٬۰۰۰ تا ۷۰٬۰۰۰ فوت (۱۸ تا ۲۱ کیلومتر)) بالاتر از سطح دریا) در یک نقطه ثابت روی سطح زمین پرواز می‌کند. در آن ارتفاع هوا ۱۰/۱ چگالی آن در سطح دریا است. میانگین سرعت باد در این ارتفاعات کمتر از سرعت باد در سطح است.
یکی از پروژه‌های قبلی گوگل پروژه لون بود که استفاده از بالن‌های پر از هلیوم در ارتفاعات را در نظر داشت.

## برنامه‌های کاربردی
کاربردهای پیشنهادی برای اتمسات‌ها شامل امنیت مرزی، نظارت بر ترافیک دریایی، عملیات ضد دزدی دریایی، واکنش به بلایا، مشاهده کشاورزی، رصد جو، پایش آب و هوا، رله ارتباطات، تحقیقات اقیانوس‌شناسی، تصویربرداری از زمین و ارتباطات راه دور است. طبق گزارش‌ها، فیس بوک در نظر دارد با ناوگانی متشکل از ۱۱۰۰۰ وسیله نقلیه، دسترسی به اینترنت به قاره آفریقا را فراهم کند.

## استقامت طولانی در ارتفاع بالا
استقامت طولانی در ارتفاع بالا (HALE) توصیف یک وسیله نقلیه هوایی است که در ارتفاع بالا (تا ۶۰۰۰۰ پا) عملکرد بهینه دارد و قادر به پروازهایی است که برای مدت زمان قابل توجهی بدون توسل به فرود ادامه می‌یابد. تروپوپاز نشان دهنده ارتفاع بالا است.

### پیشه‌وری
لاکهید مارتین یک نمایشگر HALE تولید کرده‌است که اولین نمونه از این نوع کاردستی بود. وسیله نقلیه HALE-D در ۲۷ ژوئیه ۲۰۱۱ به فضا پرتاب شد تا از مکانی بالاتر از جت استریم در موقعیت مدار زمین‌ثابت کار کند. HALE-D قرار بود به عنوان یک سکوی نظارتی ، رله مخابراتی یا یک ناظر آب و هوا عمل کند.
نورثروپ گرومن RQ-4 گلوبال هاوک نمونه ای از پهپاد HALE است. در مجموع ۴۲ نفر از آنها در خدمت نیروی هوایی ایالات متحده، از سال ۱۹۹۸ هستند. آن را حمل بالا وفاداری رادار، الکترو نوری، و مادون قرمز سنسور، قادر می‌سازد آن را به surveil به همان اندازه که ۴۰۰۰۰ مایل مربع (۱۰۰۰۰۰ کیلومتر 2) از زمین در روز است.
بیرق‌دار آکینجی به عنوان کلاس HALE تولید شد پهپاد و قرار است در سال ۲۰۲۱ یا اواخر سال ۲۰۲۰ وارد خدمت شود.
هواپیمای پروتئوس در ارتفاع بالا در ارتفاع ۱۹ کیلومتری و ۸۱۲ متری (۶۵۰۰۰ فوت)، در حالی که وزن ۱۱۰۰ کیلوگرم را حمل می‌کرد، با زمان استقامت حداکثر ۱۸ ساعت.
جنرال اتمیکس ای‌ال‌تی‌یواس، (لاتین: Altus به معنی بلند) در ارتفاعات ۱۸ کیلومتری و ۲۸۸ متری (۶۰۰۰۰ فوت) به علاوه، با زمان استقامت تقریباً ۲۴ ساعت، با تغییرات قابلیت‌های استقامتی بستگی به ارتفاع عملیات عمل می‌کند.
بوئینگ چشم‌فانتومی قادر است چهار روز یک محموله پرواز را در ارتفاع حفظ کند. یک نوع طراحی قادر است در حین حمل محموله به مدت ده روز پرواز را در ارتفاع حفظ کند.
یک مقاله طراحی کشتی HALE PW-114 را توصیف می‌کند که مجهز به حسگرهایی برای پرواز در ارتفاع ۲۰ کیلومتری به مدت ۴۰ ساعت است.
لاکهید مارتین آرکیو-۳ دارک-استار یک سفینه با محوریت پنهانکاری بالا است که برای عملکرد بهینه در مناطق بسیار محافظت شده و به منظور انجام شناسایی ساخته شده‌است. این شناور برای حداقل هشت ساعت در ارتفاعات ۱۳٫۷۱۶ کیلومتری (۴۵۰۰۰ پا) و فراتر از آن در نظر گرفته شده‌است.
ایرباس زفیر برای پرواز تا حداکثر ارتفاع ۲۱٫۳۳۶ کیلومتر (۷۰ ۰۰۰ پا) طراحی شده بود و در پروازی در سال ۲۰۰۶، ۸۰ ساعت در هوا بود که در آن زمان طولانی‌ترین پرواز انجام شده توسط یک وسیله نقلیه HALE بود. مدل ۷ دارای رکورد رسمی استقامت طولانی برای یک پهپاد ۳۳۶ ساعت و ۲۲ دقیقه و ۸ ثانیه است، پروازی که از ۹ تا ۲۳ ژوئیه ۲۰۱۰ انجام شده‌است.